# Pacte civil de solidarité
El Pacte civil de solidarité (en català Pacte civil de solidaritat, abreujat com Pacs o PACS) és, juntament amb el matrimoni civil, una de les dues formes d'unió civil admeses en el dret francès. Establert des del 15 novembre 1999, el Pacs és un contracte establert "entre dues persones majors d'edat, de sexe diferent o de l'mateix sexe, per organitzar la seva vida en comú. Crea drets i obligacions per als contraents, en particular «ajuda mútua i material» ".
Per poder signar un Pacs, les parts han de ser majors d'edat, no tenir un altre Pacs vigent ni estar casats, i no tenir parentiu amb l'altre signant.